# Maxim Frolowski
Maxim Frolowski (* 4. Juli 2002) ist ein kasachischer Leichtathlet, der sich auf den Mittelstreckenlauf spezialisiert hat.

## Sportliche Laufbahn
Erste Erfahrungen bei internationalen Meisterschaften sammelte Maxim Frolowski im Jahr 2023, als er bei den Hallenasienmeisterschaften in Astana in 3:50,11 min den fünften Platz im 1500-Meter-Lauf belegte und über 3000 Meter mit 8:29,85 min auf Rang elf gelangte. Im Jahr darauf belegte er bei den Hallenasienmeisterschaften in Teheran in 3:52,14 min den fünften Platz über 1500 Meter und gewann im 3000-Meter-Lauf in 8:17,17 min die Bronzemedaille hinter dem Kirgisen Nursultan Kengeschbekow und Seyed Amir Zamanpour aus dem Iran. Ende März gelangte er bei den Crosslauf-Weltmeisterschaften in Belgrad nach 25:31 min auf den zwölften Platz in der Mixed-Staffel. 2025 schied er bei den Asienmeisterschaften in Gumi mit 3:52,09 min in der Vorrunde über 1500 Meter aus und gelangte im 5000-Meter-Lauf mit 14:04,08 min auf Rang zehn. Anschließend schied er bei den World University Games in Bochum mit 3:58,87 min im Vorlauf über 1500 Meter aus und kam über 5000 Meter nicht ins Ziel.
In den Jahren von 2023 bis 2025 wurde Frolowski kasachischer Hallenmeister im 1500- und 3000-Meter-Lauf. Zudem wurde er 2022 Landesmeister im 10-km-Straßenlauf.

## Persönliche Bestzeiten
- 800 Meter: 1:53,21 min, 26. Juni 2022 in Almaty
- 1500 Meter: 3:48,23 min, 22. Juni 2024 in Almaty
  - 1500 Meter (Halle): 3:47,65 min, 5. Februar 2024 in Astana
  - 3000 Meter (Halle): 8:13,80 min, 16. Februar 2025 in Almaty
- 5000 Meter: 15:04,08 min, 30. Mai 2025 in Gumi
- 10-km-Straßenlauf: 31:36 min, 25. September 2022 in Almaty